# 松井繁之
松井 繁之（まつい しげゆき、1943年1月29日 - ）は、日本の土木工学者。大阪大学名誉教授・工学博士。土木学会フェロー・鋼構造委員会鋼橋床版の調査研究小委員会および複合構造研究小委員会顧問。国土交通省近畿地方整備局道路防災ドクター・橋梁ドクター、災害科学研究所社会基盤維持管理研究会会長などを務め、輪荷重走行試験機を用いた道路橋床版の主要な研究者の一人とされる。
専門は、構造工学（特に複合構造/ラーメン構造、コンクリート工学）・構造実験、建設工学、道路工学、橋梁工学、社会基盤マネジメント・維持管理工学。

## 来歴
1966年に大阪大学工学部構築工学科を卒業した。引き続き同大学院工学研究科構築工学専攻に進み、1968年に修士課程を修了後、1971年に単位取得退学した。
1971年より同大学工学部土木工学科で助手となり、以後講師（1977年）、助教授（1985年）を経て、1991年に教授に就任した。この間、1985年に大阪大学より工学博士の学位を取得した。1998年に大学院工学研究科教授に呼称が変わった。
大阪大学工学部では、35年の長きに渡り教鞭を執る。特に日本で初めて開発した輪荷重走行試験機を用いての床版の検証実験や高耐久性床版の開発に貢献した。2006年に大阪大学を退官して名誉教授となる。
同年、大阪工業大学八幡工学実験場構造実験センター教授に就任した。大阪工業大学では同工学実験場の輪荷重走行試験機を用いた産学連携実験を推進したほか、特に道路・橋梁工学・社会基盤マネジメント・維持管理工学・構造実験の研究育成を手がけた。2013年に客員教授に変わる。

## 主な著書
- 『外ケーブルによる鋼橋の補強 - 設計と施工の手引き』森北出版、2005年
- 『道路橋床版 - 設計・施工と維持管理』森北出版、2007年
- 『道路橋床版の長寿命化技術』森北出版、2016年

## 主な賞歴
- 土木学会田中賞 - 1986年（論文部門）
- 日本橋梁建設協会伊藤學賞 - 2019年[8]

## 主な研究
- 複合構造物の信頼性評価と限界状態設計法に関する研究 - 京都大学との共同研究
- 複合ラーメン橋・鋼桁-RC脚剛結部の構造と力学性状について
- 床版専用の輪荷重走行試験機の開発と疲労実験[9] - 大阪大学で初めて開発
- 道路橋RC床版の疲労劣化機構の解明と疲労設計法の考案、および疲労劣化床版補強工法の開発
- 高耐久性床版（PC床版、鋼・コンクリート合成床版）の設計・施工方法の開発と高耐久性床版との組み合わせで実現する「新しい鋼橋」（少数I桁橋、細幅箱桁橋など）の開発
- 繊維強化プラスチック(FRP) 合成床版の実橋への適用例と疲労耐久性評価 - 日本道路公団との共同研究
- プレキャストPC床版を用いた少数主桁橋の設計と施工[10] - 阪神高速道路公団との共同研究
- 市町村レベルにおける橋梁の維持管理対策優先順位決定手法の提案 〜 吹田市の事例
- ECCで上面増厚した鋼床版の水没下における挙動[11] - 鹿島建設技術研究所との共同研究